# Amtsgericht Harzgerode

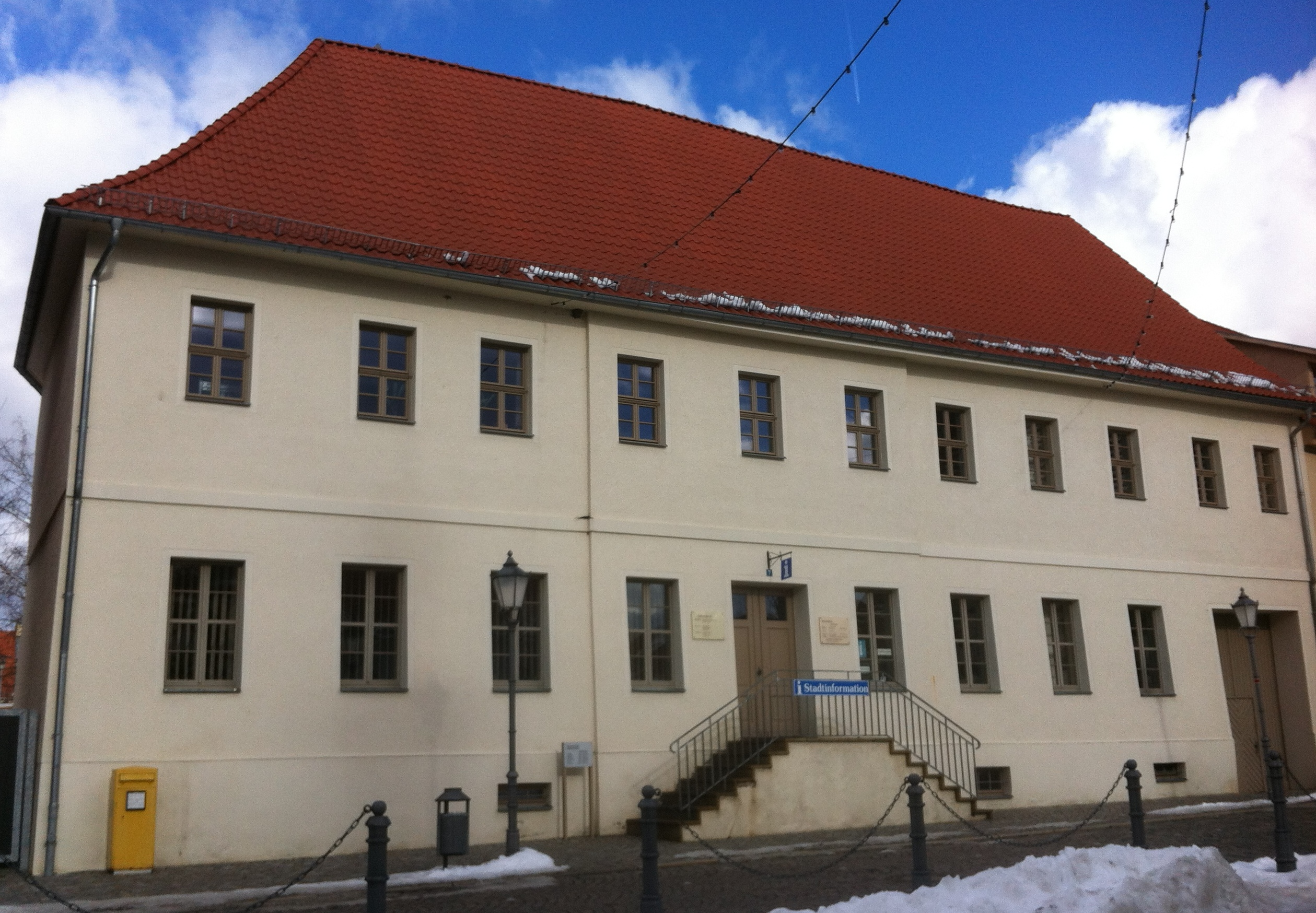
Gebäude des ehemaligen Amtsgerichts Harzgerode

Das Amtsgericht Harzgerode war ein Gericht der ordentlichen Gerichtsbarkeit im Bezirk des Landgerichts Dessau. Das in Harzgerode befindliche Gerichtsgebäude steht unter Denkmalschutz.

## Lage
Das ehem. Amtsgerichtsgebäude befand sich an der Adresse Marktplatz 7 auf der Nordseite des Marktplatzes der Stadt Harzgerode.

## Architektur
Das breite, zweigeschossige, verputzte Gebäude wurde in der Zeit des Bestehens von Anhalt-Harzgerode zwischen 1635 und 1709 errichtet. Bedeckt ist das Haus von einem hohen Walmdach. Hofseitig entstand ein Gefängnisbau aus Werkstein sowie eine Grundstückseinfriedung. Die Vergitterung ist geschmiedet. Anfang des 20. Jahrhunderts wurde der Gefängnistrakt aufgestockt. Im Inneren des Gefängnisses besteht noch ein alter Zellentrakt.
Im Gebäudeinneren befindet sich ein Keller mit Tonnengewölbe. Die Raumaufteilung ist, insbesondere im Obergeschoss, noch weitgehend original. Die Treppe ist mit Brettbalustern versehen, die Türen stammen aus der Zeit vom 17. bis 19. Jahrhundert. Das Dachgeschoss verfügt über eine Hängekonstruktion und ist ebenfalls noch weitgehend im ursprünglichen Zustand erhalten.
Im örtlichen Denkmalverzeichnis ist das Gebäude als Gerichtsgebäude eingetragen.

## Geschichte
Seit der Märzrevolution bestand in Harzgerode eine Kreisgerichtskommission als Teil des Kreisgerichtes Ballenstedt. Mit dem anhaltischen Gesetz zur Organisation der Gerichtsbehörden vom 23. März 1879 wurden die Kreisgerichtskommissionen aufgehoben. Per Verordnung vom 24. März 1879 wurde unter anderem das Amtsgericht Harzgerode als erste Instanz gebildet. Es gehörte zum für Anhalt bestehenden Landgericht Dessau. Am Gericht bestand 1880 eine Richterstelle. Sein Sprengel umfasste 6407 Gerichtseingesessene. Das Amtsgericht war damit ein kleines Amtsgericht im Landgerichtsbezirk.
Im Jahre 1952 wurden die Gerichte neu organisiert und Kreisgerichte eingeführt. Harzgerode kam zum Kreis Quedlinburg, zuständiges Gericht war damit das Kreisgericht Quedlinburg, welches dem Bezirksgericht Halle nachgeordnet war. Nach dem Zusammenbruch der DDR wurde das Kreisgericht Quedlinburg 1992 aufgehoben.
Heute gehört der Bereich zum Gerichtsbezirk des Amtsgerichts Quedlinburg.

## Örtliche Zuständigkeit
Der Amtsgerichtsbezirk des Amtsgerichts Harzgerode umfasste die Orte Abberode, Alexisbad, Bärenrode, Friedrichshöhe, Güntersberge, Hänichen, Harzgerode, Lindenberg, Mägdesprung, Neudorf, Schielo, Silberhütte, Siptenfelde und Tilkerode.